# 张文杰 (1971年)
张文杰（1971年1月—），安徽庐江人。中华人民共和国政治人物，中国共产党党员。曾任中共浙江省宁波市委常委、秘书长，浙江省市场监督管理局党委书记、局长兼浙江省知识产权局局长等职。现任中共浙江省温州市委副书记、市人民政府市长。

## 生平

### 早年
张文杰毕业于上海电力学院（今上海电力大学）化学专业。其职业生涯始于1993年8月，早年在镇海热电厂工作，历任汽轮机分场主任、总经理助理兼扩建办主任。1997年9月起进入共青团系统，先后担任共青团宁波市委副书记、党组成员及书记、党组书记职务。

### 地方任职履历
从2006年5月开始，张文杰进入地方政府任职，任中共浙江省余姚市委常委、常务副市长，正式开启其地方行政领导之路。随后，先后担任奉化市委副书记、市长（2007年10月至2011年11月，其中2007年10月至2008年1月代理）及奉化市委书记、宁波溪口雪窦山风景区管委会党工委书记（2011年11月至2016年11月）。
2016年11月起，张文杰历任中共宁波市委副秘书长、市委宣传部副部长、市财政局局长及市发改委主任等职。

### 升任正厅级
2021年8月，张文杰升任宁波市人民政府副市长。2022年2月至2023年3月，张文杰担任中共宁波市委常委、秘书长，2023年3月调任浙江省市场监督管理局，担任局长并兼任浙江省知识产权局局长。
2023年12月，张文杰被任命为温州市委副书记、市政府副市长、代市长，并于翌年2月1日正式出任温州市市长。